# Rio Auaiá-miçu
Rio Auaiá-miçu (portugisiska: Rio Auajá-Missu) är ett vattendrag i Brasilien.   Det ligger i delstaten Mato Grosso, i den centrala delen av landet, 800 km nordväst om huvudstaden Brasília.
I omgivningarna runt Rio Auaiá-miçu växer i huvudsak städsegrön lövskog. Trakten runt Rio Auaiá-miçu är nära nog obefolkad, med mindre än två invånare per kvadratkilometer.